# داغدا (لاتفيا)
داغدا (بالإنجليزية: Dagda, Latvia)‏ هي منطقة سكنية تقع في لاتفيا في لاتفيا. يقدر عدد سكانها بـ 2,484 نسمة ومساحتها 3 كم2 .